# Nina Moghaddam

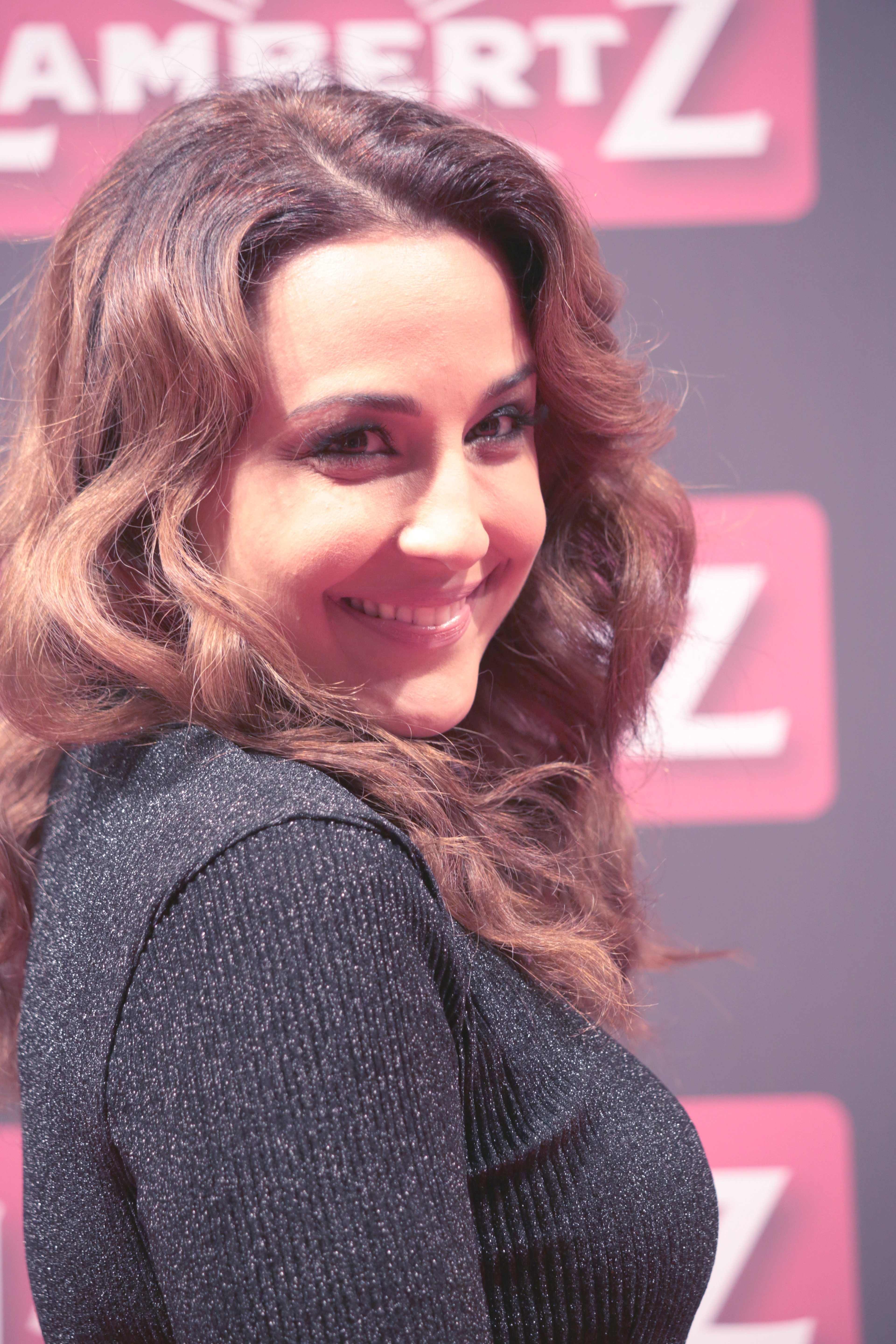
Nina Moghaddam (2018)

Nina Moghaddam (* 27. Dezember 1980 in Madrid) ist eine deutsche Fernsehmoderatorin und Webvideoproduzentin.

## Leben und Karriere
Moghaddam ist Tochter iranischer Eltern, die während eines Urlaubs in Spanien geboren wurde. Sie lebt in Köln, wo sie auch aufgewachsen ist und die Schule besuchte.
Moghaddam wurde 2000 im VIVA-Casting You Can Make It Always entdeckt. Seither ist sie regelmäßig beim Fernsehsender Super RTL zu sehen. Von 2002 bis 2009 studierte sie Regionalwissenschaften Ostasien mit dem Schwerpunkt China an der Universität Köln. Ebenfalls 2002 begann sie Toggo TV zu moderieren, 2004 übernahm sie auch die Sendungen WOW – Die Entdeckerzone und Kiddy Contest (eine Co-Produktion mit dem ORF). 2005 wurde sie für diese Tätigkeiten für den Grimme-Preis in der Kategorie Spezial nominiert. In der Trickfilmkomödie Es war k’einmal im Märchenland (2007) sprach sie die Prinzessin Ella. Seit 2006 moderiert sie auch einige Sendungen für RTL wie Deutschland sucht den Superstar – Das Magazin oder Das Supertalent – Backstage. Im Dezember 2012 gab RTL bekannt, dass das DSDS-Magazin 2013 eingestellt wird.
Für die im November 2005 veröffentlichte Single Coming Home for Christmas der Pop-Band Banaroo wirkte Moghaddam im dazugehörigen Musikvideo mit.
Moghaddam betreibt seit Ende März 2014 auch einen Do-it-yourself-YouTube-Kanal, in dem sie selbstgemachte, nachhaltige Beauty-Produkte herstellt.
Im September 2018 nahm Moghaddam an der Fernsehserie Fort Boyard teil.
Im Februar 2024 übernahm Moghaddam die Moderation der WDR-Lokalzeit für die Region Ostwestfalen-Lippe.
Im August 2015 bekam Moghaddam gemeinsam mit ihrem damaligen Ehemann Dominik Kowalski einen Jungen. Im Juni 2017 kam es zunächst zur Scheidung, woraufhin die bisherigen Eheleute am 1. Mai 2019 Eltern eines weiteren Jungen wurden und ihre Beziehung wieder aufnahmen. Im April 2020 kam es erneut zur Trennung.

## Nominierungen
2005 Grimme-Preis-Nominierung in der Kategorie Spezial für ihre Moderation von TOGGO TV, Kiddy Contest und WOW – Die Entdeckerzone im Kinder- und Jugendprogramm von Super RTL.

## Moderatorentätigkeiten (Auswahl)

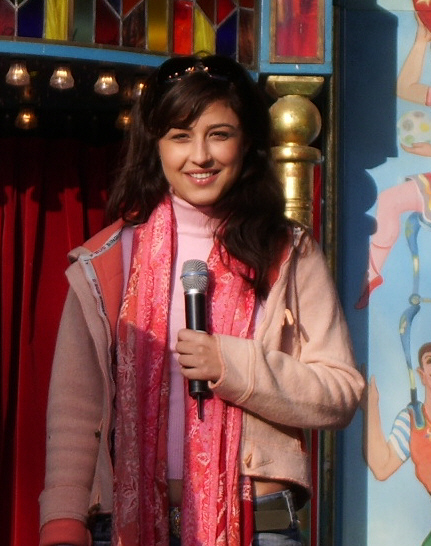
Moghaddam beim Toggo-Spaßtag im Hansa-Park (2007)

- Wohnen nach Wunsch – Das Haus, VOX
- Deutschland sucht den Superstar – Das Magazin, 3. und 4. Staffel, Super RTL, Backstage-Magazin
- Deutschland sucht den Superstar – Das Magazin, 5. bis 8. Staffel, RTL und Super RTL, Backstage-Magazin
- DSDS – Die große Aftershowparty – Live, RTL
- Das Supertalent – Backstage, 1. bis 5. Staffel, Super RTL/RTL, Backstage-Magazin
- Toggo Tops, Super RTL, Kindersendung
- Kiddy Contest, Super RTL/ORF, Musik-Casting-Sendung
- WOW – Die Entdeckerzone, Super RTL, Kindersendung
- Comet, RTL, Interviews am Roten Teppich
- TOGGO-TV, Super RTL, Kindersendung
- Witzig Putzig, Super RTL, Tiervideosendung
- D.I.E:Detektive im Einsatz, Super RTL, Kindersendung
- The Dome 57, RTL 2, Musikveranstaltung
- The Dome 58, RTL 2, Musikveranstaltung
- Das magische Harry Potter Special zum Film – Harry Potter und die Heiligtümer des Todes – Teil 2, RTL
- Harry Potter Special, Interview mit den Darstellern für das zweiteilige Special am Set von Harry Potter und die Heiligtümer des Todes, RTL
- Zoom – Dein Starmagazin, Super RTL
- Die große Legoshow, Super RTL
- 25 Jahre Super Mario, Interview mit Super-Mario-Erfinder Shigeru Miyamoto, Nintendo Special, RTL
- Disneys Küss den Frosch, Special, New York
- Hollywood Clique Spezial, Interview mit Miley Cyrus, Moderation der Pressekonferenz in Berlin (englisch)
- Die Kirmeskönige, RTL
- Paul Panzers Comedy Spieleabend, SAT.1